# Protettorato dello Swaziland
Il protettorato dello Swaziland, fu un territorio dell'Impero britannico. Durante il periodo del protettorato dal 1903 al 1968, lo Swaziland fu in gran parte governato da un commissario residente che governava secondo i decreti emessi dall'Alto Commissario britannico in Sud Africa. Tali decreti furono formulati in stretta consultazione con i commissari residenti, che a loro volta ricevettero consigli informali e formali dagli interessi dei coloni bianchi e dal re swazi. Nel 1907, durante la residenza di Robert Coryndon, la terra swazi fu suddivisa in un terzo per la nazione swazi, o riserve, e i restanti due terzi come terra della corona e commerciale, per l'occupazione europea.

## Inizio
Nel 1921, gli inglesi istituirono il primo organo legislativo dello Swaziland, un Consiglio consultivo europeo (EAC) di rappresentanti bianchi eletti con il compito di consigliare il Commissario residente britannico sugli affari non swazi. Nel 1944, il Commissario ricostituì le basi e il ruolo dell'EAC e, nonostante le obiezioni degli swazi, emanò un proclama delle autorità native che istituiva il Capo Supremo o Ingwenyama e il re degli swazi, come gli inglesi chiamavano il re, come autorità nativa per il territorio per emettere ordini legalmente esecutivi agli swazi, soggetti a restrizioni e direttive del commissario residente. Sotto la pressione della mancata cooperazione reale, questo proclama fu rivisto nel 1952 per concedere al Capo Supremo swazi un grado di autonomia senza precedenti nel governo indiretto britannico in Africa. Sempre nel 1921, dopo più di vent'anni di reggenza guidata dalla regina reggente Labotsibeni, Sobhuza II divenne Ingwenyama (leone) o capo della nazione Swaziland.
Nei primi anni del governo indiretto, gli inglesi si aspettavano che lo Swaziland sarebbe stato alla fine incorporato nel Sudafrica. Dopo la seconda guerra mondiale, tuttavia, l'intensificazione della discriminazione razziale in Sudafrica, in particolare attraverso l'elezione del Partito Nazionale, indusse il Regno Unito a preparare lo Swaziland alla completa indipendenza. L'attività politica si intensificò nei primi anni '60. Diversi partiti politici furono formati e si contendevano il potere e lo sviluppo economico. Tuttavia, i partiti erano in gran parte urbani e avevano pochi legami con le aree rurali, dove viveva ancora la maggior parte degli Swazi. I leader tradizionali Swazi, tra cui il re Sobhuza II e il suo Consiglio interno, formarono il Movimento Nazionale Imbokodvo (MNI), un gruppo politico che capitalizzò la sua stretta identificazione con lo stile di vita Swazi. Rispondendo alla pressione per un cambiamento politico, il governo del protettorato programmò un'elezione a metà del 1964 per il primo Consiglio legislativo a cui avrebbero partecipato gli Swazi. Nelle elezioni, il MNI e altri quattro partiti, la maggior parte con piattaforme più radicali, gareggiarono nelle elezioni. Il MNI ha vinto tutti i 24 seggi elettivi.
I soldati dello Swaziland prestarono servizio nella seconda guerra mondiale.

## Indipendenza
In vista dell'indipendenza, il MNI aveva consolidato la sua base politica. Fatto questo, il MNI incorporò molte richieste dei partiti più radicali, in particolare quella dell'indipendenza immediata. Nel 1966, il governo del Regno Unito accettò di discutere una nuova costituzione. Un comitato costituzionale concordò su una monarchia costituzionale per lo Swaziland, con l'autogoverno a seguito delle elezioni parlamentari del 1967. Lo Swaziland ottenne l'indipendenza il 6 settembre 1968. Le prime elezioni post-indipendenza dello Swaziland si tennero nel maggio 1972. Il MNI ricevette quasi il 75% dei voti. Il Ngwane National Liberatory Congress (NNLC) ricevette poco più del 20% dei voti, il che fece guadagnare al partito tre seggi in Parlamento.
In risposta alla dimostrazione della NNLC, il 12 aprile 1973 il re Sobhuza abrogò la Costituzione del 1968 e sciolse il Parlamento. Assunse tutti i poteri del governo e proibì a tutte le attività politiche e ai sindacati di operare. Giustificava le sue azioni dicendo di aver rimosso pratiche politiche aliene e divisive incompatibili con lo stile di vita swazilandese. Nel gennaio 1979 fu convocato un nuovo Parlamento, scelto in parte tramite elezioni indirette e in parte tramite nomina diretta da parte del re.
Re Sobhuza II morì nell'agosto del 1982 e la regina reggente Dzeliwe assunse le funzioni di capo dello Stato. Nel 1984, una disputa interna portò alla sostituzione del primo ministro e all'eventuale sostituzione di Dzeliwe con una nuova regina reggente Ntfombi. L'unico figlio di Ntfombi, il principe Makhosetive, fu nominato erede al trono swazilandese. Il vero potere in quel periodo era concentrato nel Liqoqo, un supremo organo consultivo tradizionale che sosteneva di dare consigli vincolanti alla regina reggente. Nell'ottobre del 1985, la regina reggente Ntfombi dimostrò il suo potere licenziando le figure principali del Liqoqo. Il principe Makhosetive tornò da scuola in Inghilterra per salire al trono e aiutare a porre fine alle continue dispute interne. Fu intronizzato come Ingwenyama Mswati III il 25 aprile 1986. Poco dopo abolì il Liqoqo. Nel novembre 1987 venne eletto un nuovo Parlamento e nominato un nuovo governo.

## Commissari residenti
I commissari residenti furono:
| Data                               | Nome                               | Nascita/Morte |
| ---------------------------------- | ---------------------------------- | ------------- |
| 1903 – 1907                        | Francis Enraght-Moony              | 1865 – 1943   |
| 1907 – 1916                        | Robert Thorne Corydon              | 1870 – 1925   |
| Gennaio 1917 – Ottobre 1928        | Sir De Symons Montagu George Honey | 1872 – 1945   |
| Ottobre 1928 – 1 aprile 1935       | Thomas Ainsworth Dickson           | 1881 – 1935   |
| Ottobre 1935 – Novembre 1937       | Allan Graham Marwick               | 1877 – 1966   |
| Novembre 1937 – 30 settembre 1942  | Charles Lamb Bruton                | 1890 – 1969   |
| 30 settembre 1942 – 25 agosto 1946 | Eric Kellett Featherstone          | 1896 – 1965   |
| 25 agosto 1946 – 1951              | Edward Betham Beetham              | 1905 – 1979   |
| 1951 – 1956                        | David Loftus Morgan                | 1904 – 1976   |
| 1956 – 1964                        | Brian Allan Marwick                | 1908 – 1992   |
| 1964 – 1968                        | Francis Alfred Lloyd               | 1916 – 2006   |